# Бально-сюр-Лень
Бально́-сюр-Лень (фр. Balnot-sur-Laignes) — коммуна во Франции, находится в регионе Шампань — Арденны. Департамент — Об. Входит в состав кантона Рисе. Округ коммуны — Труа.
Код INSEE коммуны — 10029.
Коммуна расположена приблизительно в 175 км к юго-востоку от Парижа, в 105 км южнее Шалон-ан-Шампани, в 37 км к юго-востоку от Труа.

## Население
Население коммуны на 2008 год составляло 157 человек.
| 1962 | 1968 | 1975 | 1982 | 1990 | 1999 | 2008 |
| ---- | ---- | ---- | ---- | ---- | ---- | ---- |
| 162  | 172  | 153  | 149  | 158  | 175  | 157  |

## Экономика
В 2007 году среди 102 человек в трудоспособном возрасте (15—64 лет) 81 были экономически активными, 21 — неактивными (показатель активности — 79,4 %, в 1999 году было 78,5 %). Из 81 активных работали 78 человек (42 мужчины и 36 женщин), безработных было 3 (1 мужчина и 2 женщины). Среди 21 неактивных 10 человек были учениками или студентами, 6 — пенсионерами, 5 были неактивными по другим причинам.